# Christine Norden
Christine Norden (Sunderland, 28 de diciembre de 1924 - Middlesex, 21 de septiembre de 1988) fue una actriz británica. 
Nació en Sunderland, era hija de un conductor de autobús. 
El hogar de su infancia estaba en Chester Road, se educó en la escuela primaria Chester Road y la escuela Havelock.
Su primer marido fue el líder de la banda Norman Cole, con quien tuvo un hijo, Michael Cole. Luego contrajo matrimonio con el director de cine británico Jack Clayton y el músico Herbert Hecht. Su biografía de 1977, The Champagne Days Are Over, también detalla otros vínculos románticos. La actriz June Mitchell (1933-2009) era la hermana de Norden.

## Filmografía
- 1947,	An Ideal Husband	Mrs. Margaret Marchmont
- 1947,	Mine Own Executioner	Barbara Edge
- 1947,	Night Beat	Jackie
- 1948,	The Idol of Paris	Cora Pearl
- 1949,	Saints and Sinners	Blanche
- 1949,	The Interrupted Journey	Susan Wilding
- 1949,	A Case for PC 49	Della Dainton
- 1951,	The Black Widow	Christine Sherwin
- 1951,	Reluctant Heroes	Gloria Pennie